# Hans von Doltzig
Hans von Doltzig (* um 1485; begraben 4. April 1551 in Leipzig) war ein deutscher kursächsischer Politiker der Reformationszeit.

## Leben
Die ersten Nachrichten von Doltzig liegen aus dem Jahr 1502 vor. Zu diesem Zeitpunkt wurde er Kämmerer bei dem sächsischen Kurfürsten Friedrich dem Weisen und assistierte hier Degenhard Pfeffinger. Diese Aufgabe hat er bis 1510 ausgeführt und wurde dann Rentmeister. Er begab sich auf eine Wallfahrt zum Heiligen Grab nach Jerusalem und wurde dort zum Ritter geschlagen. Als er nach Sachsen zurückgekommen war, wurde er 1519 Hofmarschall.
Unter dem Kurfürsten Johann dem Beständigen war er als täglich beratender Hofrat tätig. 
Um die Jahreswende 1539/40 gehörten Wirich V. von Daun-Falkenstein, Hermann von Neuenahr, der klevische Kanzler Heinrich Bars genannt Olisleger († 1575) und „Sir John Dulzike, the Elector of Saxes Marshall, with x. persons“ zu der 263-köpfigen Delegation, die Anna von Kleve (1515–1557) auf ihrer Reise zur Hochzeit mit Heinrich VIII. von England (1491–1547) über Antwerpen und Calais nach London begleitete.
Aufgrund von Auseinandersetzungen mit dem Kurfürsten Johann Friedrich I. von Sachsen wurde er 1545 Amtmann in Saalfeld, und nachdem er im Sommer 1547 aus dieser Stellung entlassen wurde, starb er verschuldet und ohne Nachkommen.
Doltzig galt neben Gregor Brück und Hans von Minckwitz als einer der einflussreichsten sächsischen Politiker der Reformationsgeschichte. So half er von Minckwitz mit, 1525 die Universität Wittenberg zu reformieren. Er vertrat seinen Kurfürsten 1530 beim Konvent in Frankfurt am Main, verhandelte 1536 mit Matthias von Held, beteiligte sich 1539 an Verhandlungen zur Vermählung von Anna von Kleve mit Heinrich VIII. von England, war 1541 sächsischer Vertreter auf dem Reichstag in Regensburg, brachte das erledigte Bistum Naumburg in sächsischen Besitz und nahm 1544 am Reichstag in Speyer teil.